# Re-Efi-Areh-Ehsee
Le Re-Efi-Areh-Ehsse est un sport de combat éthiopien qui est utilisé comme un moyen de véhiculer l'identité culturelle à l'aide d'un système de combat.